# STS-97
STS-97 — космический полёт MTKK «Индевор» по программе «Спейс Шаттл» (101-й полёт программы). Индевор стартовал 1 декабря 2000 года из Космического центра Кеннеди в штате Флорида. Основной задачей являлась доставка на Международную космическую станцию (МКС) модуля P6 с двумя солнечными батареями суммарной мощностью до 64 кВт.

## Экипаж
- (НАСА): Брент Уорд Джетт-мл (3)[5] — командир;
- (НАСА): Майкл Блумфилд (2) — пилот;
- (НАСА): Джозеф Таннер (3) — специалист полёта-1;
- (ККА): Марк Гарно (3) — специалист полёта-2, бортинженер;
- (НАСА): Карлос Норьега (2) — специалист полёта-3;

## Параметры полёта
- Масса аппарата
  - при старте — 120 742 кг;
  - при посадке — 89 758 кг;
- Грузоподъёмность — 7 906 кг;
- Наклонение орбиты — 51,6°;
- Период обращения — 91,7 мин;
- Перигей — 352 км;
- Апогей — 365 км[3].

## Выходы в космос
- 3 декабря, c 18:35 по 02:08 4 декабря (UTC), длительность 7 часов 33 минуты — астронавты Джозеф Таннер и Карлос Норьега. Обеспечение переноса и пристыковки секции P6.
- 5 декабря, c 17:21 по 23:58 (UTC), длительность 6 часов 37 минут — астронавты Джозеф Тэннер и Карлос Норьега. Прокладка кабелей между P6 и Z1, перемещение антенной сборки SASA.
- 7 декабря, c 16:13 по 21:23 (UTC), длительность 5 часов 10 минут — астронавты Джозеф Тэннер и Карлос Норьега. Подтягивание панелей СБ, установка приборов.